# 合并广场
合并广场（Place de la Réunion）是阿尔萨斯米卢斯老城的中心广场。“合并”一词是指1798年3月15日米卢斯共和国合并加入法兰西共和国的历史事件。

## 建筑
合并广场上有几座古老的历史建筑，如圣司提反堂（Temple Saint-Étienne）、米卢斯市政厅（Hôtel de ville de Mulhouse）。还有一个喷泉，上面有戟兵的雕像。

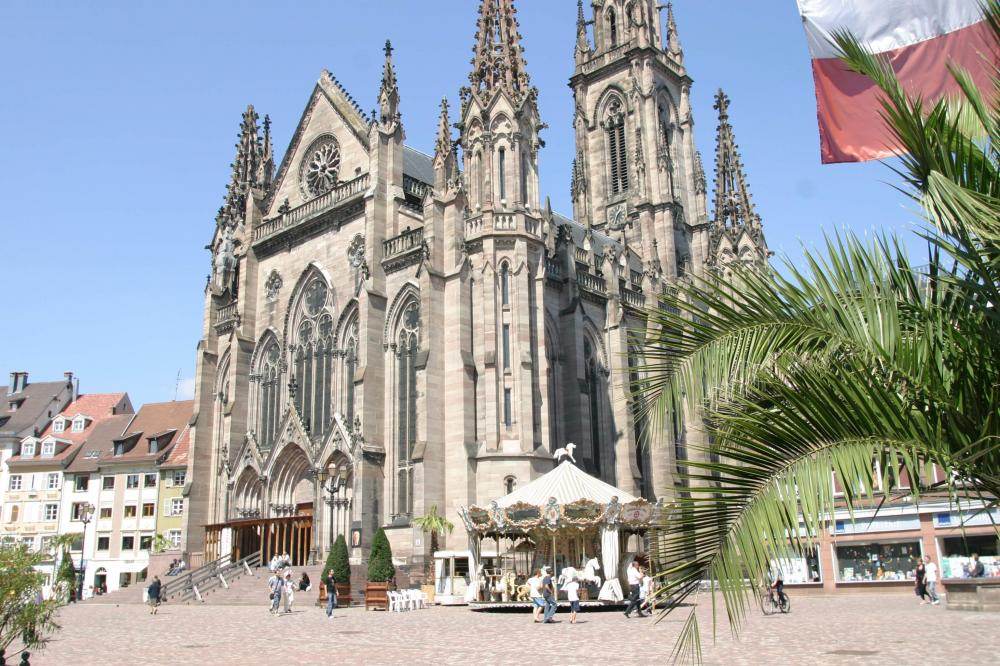
圣司提反堂
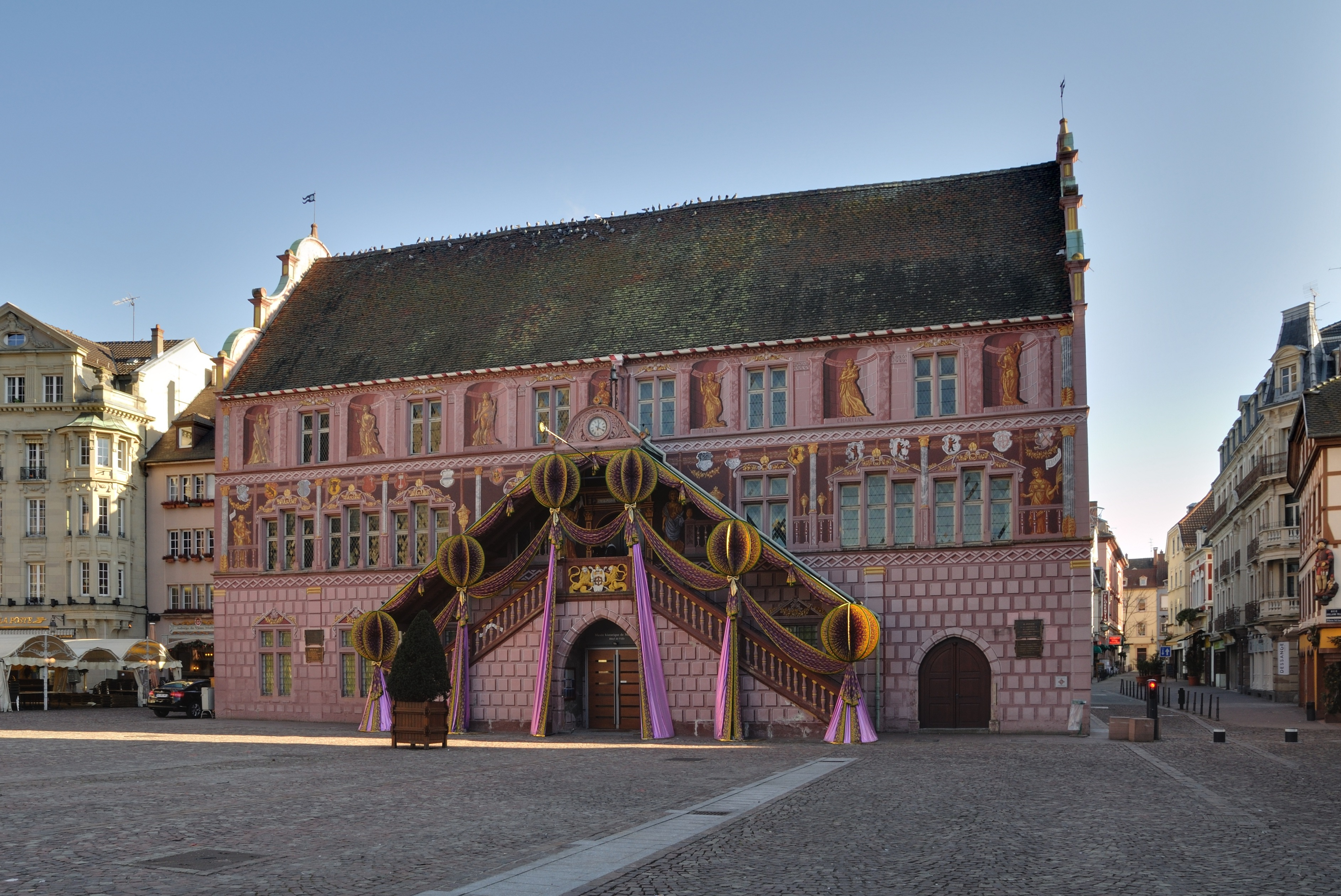
市政厅
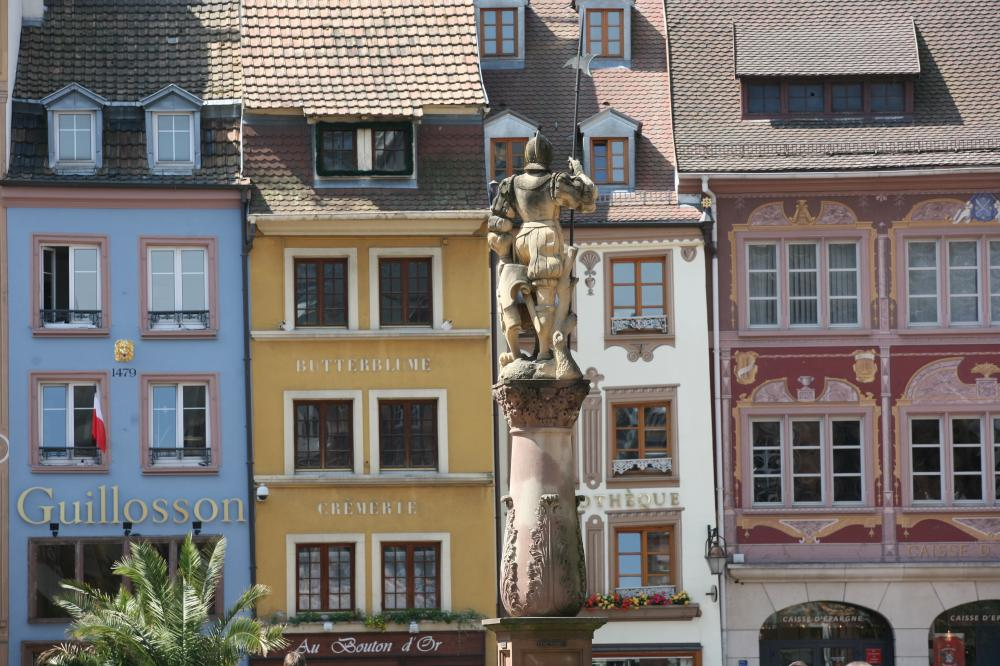
喷泉
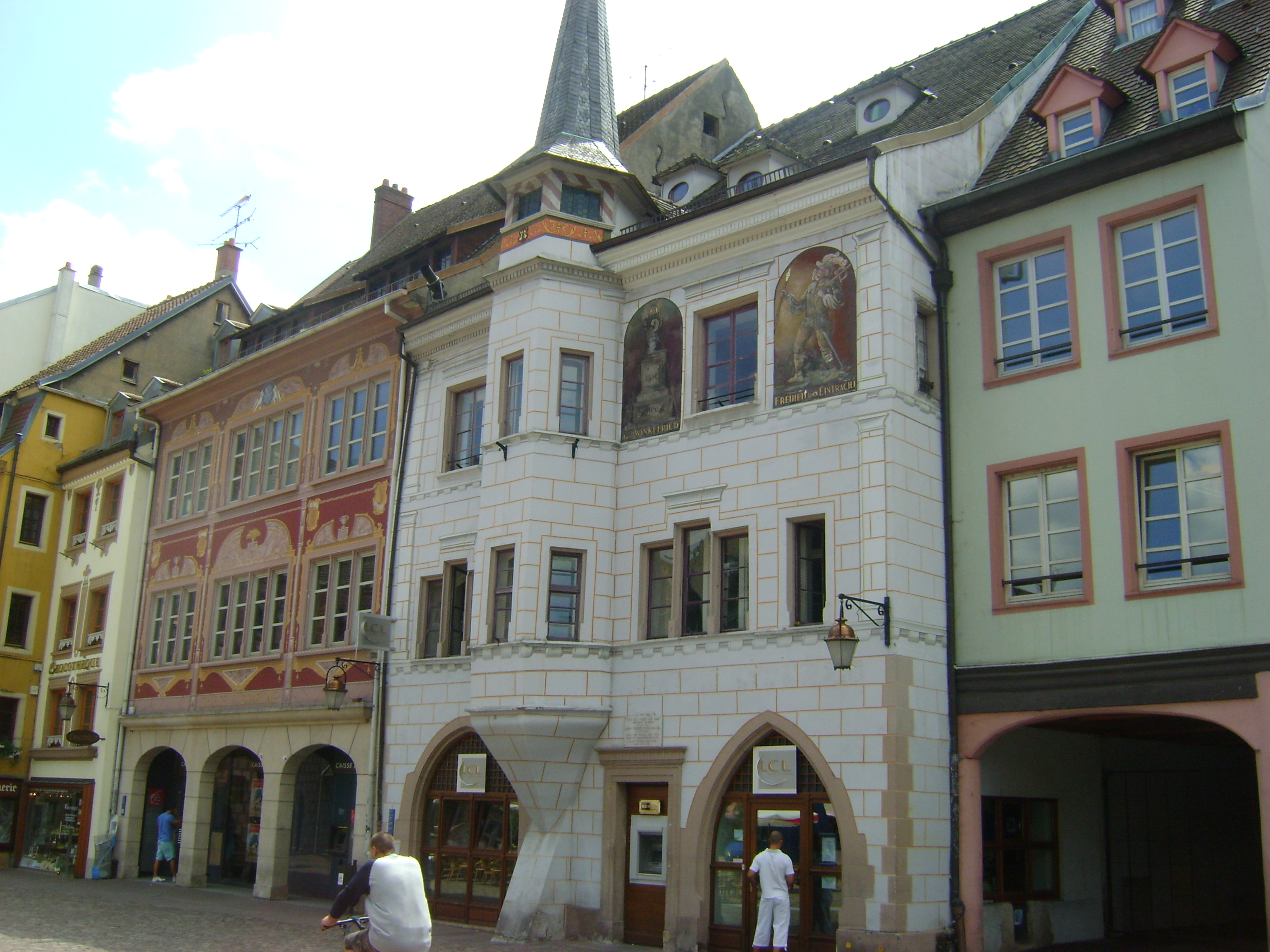